# 2005年日本賽馬
2005年日本賽馬（日語：2005年の日本競馬），是2005年（平成17年）日本賽馬界發生的重大事件及各項賽事的記錄。

## 重大事件概述

### 中央競馬

#### 大震撼成為史上第2匹無敗三冠馬
「大震撼」於本年度的經典戰線大為活躍，其先勝出彌生賞取得皋月賞優先出賽權，其後出戰皋月賞及東京優駿（日本打吡）輕鬆取勝。
入秋後，其以神戶新聞盃作為目標並再度獲勝，最終於尾關菊花賞中戰勝「賞東瀛」，以7戰7冠的戰績取得三冠王的頭銜，成為繼1984年「魯鐸象徵」第第2匹無敗三冠馬。

#### 雌馬大為活躍
本年度雌馬於各項賽事均有優秀的表現，於經典戰線中，「萊茵力量」先後勝出櫻花賞及NHK一哩賽，達成雌馬變則二冠。「西沙里奧」攻下優駿牝馬（日本橡樹大賽）後遠征美國橡樹大賽取得勝利，成功勝出兩個國家的橡樹大賽。
而於古馬方面，「東商變革」於寶塚紀念中取得勝利，成為39年來首匹勝出此賽事的雌馬。「美妙浪漫」於秋季天皇賞的最後關頭成功鬥贏「荒漠英雄」及「隨心起舞」率先衝線，以爆冷的姿態奪得冠軍。

#### 分級賽主要變更
於中山競馬場舉辦的三級賽水晶盃停辦。

### 地方競馬

#### 三冠判令為地方馬增光
本年度隸屬南關東船橋競馬場的「三雄判令」再度於東京大賞典中大放異彩，成功達成連霸之餘亦捍衞了地方馬的榮譽。

#### 高知競馬陷入不濟
由於高知競馬場的明星馬「春麗」造成的熱潮褪去，馬迷對於高知競馬的關注度逐漸下降。於入場因素及投注額不斷減少下，高知競馬開始出現赤字，縣內不少競馬場被關閉。

#### 地方競馬改革方案出爐
鑑於近年地方競馬多數陷入經營不擅，甚至許多競馬場經已倒閉的情況，因而各相關人士紛紛提出方案改革。而當中較為注目的方案包括引入Livedoor及軟銀的注資，以及解散地方競馬全國協會並另立管理組織。

## 時間表

### 1月-3月
- 2月13日 - 由北海道靜內農業高等學校培育的賽駒「Yume Roman」在東京競馬場第6場賽事中獲勝，為首次有高中培養的馬匹於中央賽事中勝利。
- 2月24日 - 騎師石神深一因於茨城縣阿見町內酒後駕駛及破壞設施而被茨城縣警土浦警察署拘捕。
- 2月26日 - 騎師武豐策騎「Big Planet」勝出雅靈頓盃，成為首位勝出200場分級賽的騎師。
- 3月10日 - 於中央競馬獲得歷史最多、共2943場頭馬的騎師岡部幸雄宣佈掛靴。
- 3月14日 - 宇都宮競馬場舉行最後一場賽事。
- 3月18日 - 日本中央競馬會因應石神被捕，對其處以停賽4個月的處罰。
- 3月28日 - NHK晨間劇《Fight》開始播出，本劇以賽馬及馬房為主題，拍攝途中曾於東京都世田谷區馬事公苑搭建佈景，退役馬「Dance a Waltz」及騎師武豐亦有客串出演。

### 4月-6月
- 4月9日 - 福島競馬場第9場賽事因出現爆冷，日本賽馬史上首張超越100000.0賠率的彩票誕生。
- 5月13日 - 大井競馬場第2場賽事爆冷，「三重彩」賠率為130003.9倍，打破上述記錄。
- 5月28日 - 「跳舞城」勝出金鯱賞達成三連霸，成為史上第二匹三連霸分級賽的賽駒。
- 6月18日 - 日本中央競馬會電話投注服務「即PAT」開始營運，使用者可以即日加入並即時使用，與以往入會後數個月才可使用形成對比。

### 7月-9月
- 7月3日 - 美國橡樹大賽於美國荷李活馬場舉行，參戰的「西沙里奧」取得冠軍。
- 7月18日 - 隸屬名古屋競馬場的騎師宮下瞳達成第351場頭馬，超越騎師吉岡牧子成為最多頭馬數目的女騎師。

### 10月-12月
- 10月22日 - 東京競馬場第12場賽事中，「三重彩」賠率為184691.2倍，再次打破記錄，同時亦為公營競技中的最高記錄。
- 10月23日 - 武豐策騎「大震撼」勝出菊花賞，成為日本史上第6匹三冠馬，亦為1984年「魯鐸象徵」後第2匹無敗三冠。而武豐個人則勝出第50場一級賽頭馬，為日本史上第1位達成此成就的騎師。
- 10月30日 - 天皇（今上皇）明仁及皇后（今上皇后）美智子親臨東京競馬場觀看秋季天皇賞，為戰後首次「天覽競馬」，賽後策騎「美妙浪漫」勝出的騎師松永幹夫脱帽向觀眾席鞠躬。
- 12月11日 - 香港國際賽事於香港沙田馬場舉行，參戰香港瓶的「超預感」取得亞軍、參戰香港短途錦標的「大賞識」獲得第十一、參戰香港一哩錦標的「三連冠」及「淺草田園」分別取得冠軍及第六。
- 12月18日 - 中京競馬場因大雪取消第9場及之後的賽事，CBC賞被推遲至12月24日舉行。
- 12月25日 - 「大震撼」嘗試挑戰成為首匹以無敗姿態制霸有馬紀念的賽駒，但於賽事中被「真心呼喚」以1/2馬位擊敗得第二。

## 各賽事結果

### 中央競馬・平地一級賽
| 賽事名                         | 賽事名                         | 賽事名                         | 優勝馬      | 性齡             | 騎師                     | 練馬師                   | 所屬    |
| 月日                           | 馬場                           | 距離                           | 優勝馬      | 性齡             | 馬主                     | 馬主                     | 時間    |
| ------------------------------ | ------------------------------ | ------------------------------ | ----------- | ---------------- | ------------------------ | ------------------------ | ------- |
| 第22回二月錦標                 | 第22回二月錦標                 | 第22回二月錦標                 | 名將球手    | 雄4              | 福永祐一                 | 白井壽昭                 | JRA栗東 |
| 2月20日                        | 東京競馬場                     | 泥1600米                       | 名將球手    | 雄4              | 松本好雄                 | 松本好雄                 | 1:34.7  |
| 第35回高松宮紀念               | 第35回高松宮紀念               | 第35回高松宮紀念               | 大賞識      | 雄6              | 武豐                     | 橋田滿                   | JRA栗東 |
| 3月27日                        | 中京競馬場                     | 草1200米                       | 大賞識      | 雄6              | 近藤利一                 | 近藤利一                 | 1:08.4  |
| 第65回櫻花賞                   | 第65回櫻花賞                   | 第65回櫻花賞                   | 萊茵力量    | 雌3              | 福永祐一                 | 瀨戶口勉                 | JRA栗東 |
| 4月10日                        | 阪神競馬場                     | 草1600米                       | 萊茵力量    | 雌3              | 大澤繁昌                 | 大澤繁昌                 | 1:33.5  |
| 第65回皋月賞                   | 第65回皋月賞                   | 第65回皋月賞                   | 大震撼      | 雄3              | 武豐                     | 池江泰郎                 | JRA栗東 |
| 4月17日                        | 中山競馬場                     | 草2000米                       | 大震撼      | 雄3              | 金子真人                 | 金子真人                 | 1:59.2  |
| 第131回春季天皇賞              | 第131回春季天皇賞              | 第131回春季天皇賞              | 鈴鹿間風    | 雄4              | 安藤勝己                 | 橋田滿                   | JRA栗東 |
| 5月1日                         | 京都競馬場                     | 草3200米                       | 鈴鹿間風    | 雄4              | 永井啟貳                 | 永井啟貳                 | 3:16.5  |
| 第10回NHK一哩賽                | 第10回NHK一哩賽                | 第10回NHK一哩賽                | 萊茵力量    | 雌3              | 福永祐一                 | 瀨戶口勉                 | JRA栗東 |
| 5月8日                         | 東京競馬場                     | 草1600米                       | 萊茵力量    | 雌3              | 大澤繁昌                 | 大澤繁昌                 | 1:33.6  |
| 第66回優駿牝馬（日本橡樹大賽） | 第66回優駿牝馬（日本橡樹大賽） | 第66回優駿牝馬（日本橡樹大賽） | 西沙里奧    | 雌3              | 福永祐一                 | 角居勝彥                 | JRA栗東 |
| 5月22日                        | 東京競馬場                     | 草2400米                       | 西沙里奧    | 雌3              | Carrot Farm Co Ltd       | Carrot Farm Co Ltd       | 2:28.8  |
| 第72回東京優駿（日本打吡）     | 第72回東京優駿（日本打吡）     | 第72回東京優駿（日本打吡）     | 大震撼      | 雄3              | 武豐                     | 池江泰郎                 | JRA栗東 |
| 5月29日                        | 東京競馬場                     | 草2400米                       | 大震撼      | 雄3              | 金子真人                 | 金子真人                 | 2:23.3  |
| 第55回安田紀念                 | 第55回安田紀念                 | 第55回安田紀念                 | 淺草田園    | 雄6              | 藤田伸二                 | 河野通文                 | JRA美浦 |
| 6月5日                         | 東京競馬場                     | 草1600米                       | 淺草田園    | 雄6              | 田原源一郎               | 田原源一郎               | 1.32.3  |
| 第46回寶塚紀念                 | 第46回寶塚紀念                 | 第46回寶塚紀念                 | 東商變革    | 雌4              | 池添謙一                 | 鶴留明雄                 | JRA栗東 |
| 6月26日                        | 阪神競馬場                     | 草2200米                       | 東商變革    | 雌4              | 東商產業                 | 東商產業                 | 2:11.5  |
| 第39回短途馬錦標               | 第39回短途馬錦標               | 第39回短途馬錦標               | 精英大師    | 閹6              | 高雅志                   | 告東尼                   | 香港    |
| 10月2日                        | 中山競馬場                     | 草1200米                       | 精英大師    | 閹6              | 施雅治先生及夫人         | 施雅治先生及夫人         | 1:07.3  |
| 第10回秋華賞                   | 第10回秋華賞                   | 第10回秋華賞                   | Air Messiah | 雌3              | 武豐                     | 伊藤雄二                 | JRA栗東 |
| 10月16日                       | 京都競馬場                     | 草2000米                       | Air Messiah | 雌3              | Lucky Field Co Ltd       | Lucky Field Co Ltd       | 1:59.2  |
| 第66回菊花賞                   | 第66回菊花賞                   | 第66回菊花賞                   | 大震撼      | 雄3              | 武豐                     | 池江泰郎                 | JRA栗東 |
| 10月23日                       | 京都競馬場                     | 草3000米                       | 大震撼      | 雄3              | 金子真人                 | 金子真人                 | 3:08.8  |
| 第132回秋季天皇賞              | 第132回秋季天皇賞              | 第132回秋季天皇賞              | 美妙浪漫    | 雌5              | 松永幹夫                 | 山本正司                 | JRA栗東 |
| 10月30日                       | 東京競馬場                     | 草2000米                       | 美妙浪漫    | 雌5              | North Hills Management   | North Hills Management   | 2:00.1  |
| 第30回女皇伊利沙伯二世盃       | 第30回女皇伊利沙伯二世盃       | 第30回女皇伊利沙伯二世盃       | 東商變革    | 雌4              | 池添謙一                 | 鶴留明雄                 | JRA栗東 |
| 11月13日                       | 京都競馬場                     | 草2200米                       | 東商變革    | 雌4              | 東商產業                 | 東商產業                 | 2:12.5  |
| 第22回一哩冠軍賽               | 第22回一哩冠軍賽               | 第22回一哩冠軍賽               | 三連冠      | 雄4              | 柏兆雷                   | 角居勝彥                 | JRA栗東 |
| 11月20日                       | 京都競馬場                     | 草1600米                       | 三連冠      | 雄4              | Carrot Farm Co Ltd       | Carrot Farm Co Ltd       | 1:32.1  |
| 第6回日本盃泥地大賽            | 第6回日本盃泥地大賽            | 第6回日本盃泥地大賽            | 雷神精靈    | 雄3              | 武豐                     | 角居勝彥                 | JRA栗東 |
| 11月26日                       | 東京競馬場                     | 泥2100米                       | 雷神精靈    | 雄3              | 金子真人                 | 金子真人                 | 2:08.0  |
| 第25回日本盃                   | 第25回日本盃                   | 第25回日本盃                   | 傲家聲      |                  | 戴圖理                   | 古萬尼                   | 英國    |
| 11月27日                       | 東京競馬場                     | 草2400米                       | 傲家聲      | Michael Charlton | Michael Charlton         | 2:22.1                   |         |
| 第57回阪神兩歲牝馬錦標         | 第57回阪神兩歲牝馬錦標         | 第57回阪神兩歲牝馬錦標         | T M Precure | 雌2              | 熊澤重文                 | 五十嵐忠男               | JRA栗東 |
| 12月4日                        | 阪神競馬場                     | 草1600米                       | T M Precure | 雌2              | 竹園正繼                 | 竹園正繼                 | 1:37.3  |
| 第57回朝日盃未來錦標           | 第57回朝日盃未來錦標           | 第57回朝日盃未來錦標           | 李察靈駒    | 雄2              | 福永祐一                 | 松田國英                 | JRA栗東 |
| 12月11日                       | 中山競馬場                     | 草1600米                       | 李察靈駒    | 雄2              | 關口房朗                 | 關口房朗                 | 1:33.7  |
| 第50回有馬紀念                 | 第50回有馬紀念                 | 第50回有馬紀念                 | 真心呼喚    | 雄4              | 李慕華                   | 橋口弘次郎               | JRA栗東 |
| 12月25日                       | 東京競馬場                     | 草2500米                       | 真心呼喚    | 雄4              | Shadai Race Horse Co Ltd | Shadai Race Horse Co Ltd | 2:31.9  |

### 中央競馬・跳欄一級賽
| 賽事名            | 賽事名            | 賽事名            | 優勝馬     | 性齡 | 騎師      | 練馬師    | 所屬    |
| 月日              | 馬場              | 距離              | 優勝馬     | 性齡 | 馬主      | 馬主      | 時間    |
| ----------------- | ----------------- | ----------------- | ---------- | ---- | --------- | --------- | ------- |
| 第7回中山跳欄大賽 | 第7回中山跳欄大賽 | 第7回中山跳欄大賽 | Karasi     | 閹10 | 史葛      | 麥哥夫    | 澳洲    |
| 4月16日           | 中山競馬場        | 障4250米          | Karasi     | 閹10 | PJ Morgan | PJ Morgan | 4:50.4  |
| 第128回中山大障礙 | 第128回中山大障礙 | 第128回中山大障礙 | T M Dragon | 雄3  | 白濱雄造  | 小島貞博  | JRA栗東 |
| 12月24日          | 中山競馬場        | 障4100米          | T M Dragon | 雄3  | 竹園正繼  | 竹園正繼  | 4:39.9  |

### 地方競馬・一級賽
| 賽事名                  | 賽事名                  | 賽事名                  | 優勝馬        | 性齡     | 騎師                     | 練馬師                   | 所屬       |
| 月日                    | 馬場                    | 距離                    | 優勝馬        | 性齡     | 馬主                     | 馬主                     | 時間       |
| ----------------------- | ----------------------- | ----------------------- | ------------- | -------- | ------------------------ | ------------------------ | ---------- |
| 第54回川崎紀念          | 第54回川崎紀念          | 第54回川崎紀念          | 時間悖論      | 雄7      | 武豐                     | 松田博資                 | JRA栗東    |
| 1月26日                 | 川崎競馬場              | 泥2100米                | 時間悖論      | 雄7      | Shadai Race Horse Co Ltd | Shadai Race Horse Co Ltd | 2:14.2     |
| 第17回柏市紀念          | 第17回柏市紀念          | 第17回柏市紀念          | 血氣方剛      | 雄6      | 內田博幸                 | 增澤末夫                 | JRA美浦    |
| 5月5日                  | 船橋競馬場              | 泥1600米                | 血氣方剛      | 雄6      | 村木篤                   | 村木篤                   | 1:37.9     |
| 第28回帝王賞            | 第28回帝王賞            | 第28回帝王賞            | 時間悖論      | 雄7      | 武豐                     | 松田博資                 | JRA栗東    |
| 6月29日                 | 大井競馬場              | 泥2000米                | 時間悖論      | 雄7      | Shadai Race Horse Co Ltd | Shadai Race Horse Co Ltd | 2:03.5     |
| 第7回日本泥地打吡       | 第7回日本泥地打吡       | 第7回日本泥地打吡       | 雷神精靈      | 雄3      | 武豐                     | 角居勝彥                 | JRA栗東    |
| 7月8日                  | 大井競馬場              | 泥2000米                | 雷神精靈      | 雄3      | 金子真人                 | 金子真人                 | 2:04.9     |
| 第20回打吡大獎賽        | 第20回打吡大獎賽        | 第20回打吡大獎賽        | 雷神精靈      | 雄3      | 武豐                     | 角居勝彥                 | JRA栗東    |
| 9月19日                 | 盛岡競馬場              | 泥2000米                | 雷神精靈      | 雄3      | 金子真人                 | 金子真人                 | 2:03.8     |
| 第18回一哩冠軍南部盃    | 第18回一哩冠軍南部盃    | 第18回一哩冠軍南部盃    | 烏托邦        |          | 安藤勝己                 | 橋口弘次郎               | JRA栗東    |
| 10月10日                | 盛岡競馬場              | 泥1600米                | 烏托邦        | 金子真人 | 金子真人                 | 1:36.7                   |            |
| 第5回日本育馬場盃短途賽 | 第5回日本育馬場盃短途賽 | 第5回日本育馬場盃短途賽 | Blue Concorde | 雄5      | 幸英明                   | 服部利之                 | JRA栗東    |
| 11月3日                 | 名古屋競馬場            | 泥1400米                | Blue Concorde | 雄5      | Blue Management          | Blue Management          | 1:25.3     |
| 第5回日本育馬場盃經典賽 | 第5回日本育馬場盃經典賽 | 第5回日本育馬場盃經典賽 | 時間悖論      | 雄7      | 武豐                     | 松田博資                 | JRA栗東    |
| 11月3日                 | 名古屋競馬場            | 泥1900米                | 時間悖論      | 雄7      | Shadai Race Horse Co Ltd | Shadai Race Horse Co Ltd | 2:00.9     |
| 第56回全日本兩歲優駿    | 第56回全日本兩歲優駿    | 第56回全日本兩歲優駿    | Grace Tiara   | 雌2      | 田中勝春                 | 手塚貴久                 | JRA美浦    |
| 12月21日                | 川崎競馬場              | 泥1600米                | Grace Tiara   | 雌2      | 下河邊牧場               | 下河邊牧場               | 1.42.3     |
| 第51回東京大賞典        | 第51回東京大賞典        | 第51回東京大賞典        | 三雄判令      | 雄4      | 内田博幸                 | 川島正行                 | 南關東船橋 |
| 12月29日                | 大井競馬場              | 泥2000米                | 三雄判令      | 雄4      | 織戶真男                 | 織戶真男                 | 2:03.1     |

### 阿拉伯馬・主要賽事
| 賽事名                                  | 賽事名                                  | 賽事名                                  | 優勝馬 | 性齡 | 騎師     | 練馬師   | 所屬   |
| 月日                                    | 馬場                                    | 距離                                    | 優勝馬 | 性齡 | 馬主     | 馬主     | 時間   |
| --------------------------------------- | --------------------------------------- | --------------------------------------- | ------ | ---- | -------- | -------- | ------ |
| Tama Tsubaki紀念第5回全日本阿拉伯大賞典 | Tama Tsubaki紀念第5回全日本阿拉伯大賞典 | Tama Tsubaki紀念第5回全日本阿拉伯大賞典 | Suigun | 雄5  | 片桐正雪 | 千同武治 | 福山   |
| 6月5日                                  | 福山競馬場                              | 泥1800米                                | Suigun | 雄5  | 村上俊信 | 村上俊信 | 1:59.7 |

### 輓馬・一級賽
| 賽事名           | 賽事名           | 賽事名           | 優勝馬        | 性齡 | 騎師       | 練馬師     | 所屬   |
| 月日             | 馬場             | 距離             | 優勝馬        | 性齡 | 馬主       | 馬主       | 時間   |
| ---------------- | ---------------- | ---------------- | ------------- | ---- | ---------- | ---------- | ------ |
| 第27回帶廣紀念   | 第27回帶廣紀念   | 第27回帶廣紀念   | Super Pagasus | 雄9  | 藤野俊一   | 大友榮人   | 旭川   |
| 1月2日           | 帶廣競馬場       | 輓200米          | Super Pagasus | 雄9  | 大友榮司   | 大友榮司   | 3:03.4 |
| 第36回Irene紀念  | 第36回Irene紀念  | 第36回Irene紀念  | Kane Tamaru   | 雄3  | 大河原和雄 | 久田守     | 帶廣   |
| 2月6日           | 帶廣競馬場       | 輓200米          | Kane Tamaru   | 雄3  | 佐佐木正人 | 佐佐木正人 | 3:37.1 |
| 第37回輓馬紀念   | 第37回輓馬紀念   | 第37回輓馬紀念   | Super Pagasus | 雄9  | 藤野俊一   | 大友榮人   | 旭川   |
| 2月20日          | 帶廣競馬場       | 輓200米          | Super Pagasus | 雄9  | 大友榮司   | 大友榮司   | 3:15.3 |
| 第36回旭王冠賞   | 第36回旭王冠賞   | 第36回旭王冠賞   | Super Pagasus | 雄9  | 藤野俊一   | 大友榮人   | 旭川   |
| 6月12日          | 旭川競馬場       | 輓200米          | Super Pagasus | 雄9  | 大友榮司   | 大友榮司   | 1:44.8 |
| 第41回岩見澤紀念 | 第41回岩見澤紀念 | 第41回岩見澤紀念 | Anrose        | 雌6  | 藤本匠     | 大友榮人   | 旭川   |
| 10月2日          | 岩見澤競馬場     | 輓200米          | Anrose        | 雌6  | 三井宏悦   | 三井宏悦   | 2:36.9 |
| 第26回北見記念   | 第26回北見記念   | 第26回北見記念   | Sada Eriko    | 雌5  | 安部憲二   | 金山明彥   | 旭川   |
| 11月27日         | 北見競馬場       | 輓200米          | Sada Eriko    | 雌5  | 千石貞子   | 千石貞子   | 2:54.8 |
| 第34回輓馬打吡   | 第34回輓馬打吡   | 第34回輓馬打吡   | Enju Dia      | 雌3  | 西弘美     | 久田守     | 帶廣   |
| 12月25日         | 帶廣競馬場       | 輓200米          | Enju Dia      | 雌3  | 細野俊秀   | 細野俊秀   | 2:13.1 |

### 海外勝利
| 賽事名             | 賽事名             | 賽事名             | 賽事名             | 優勝馬   | 性齡 | 騎師               | 練馬師             | 所屬    |
| 月日               | 國家/地區          | 馬場               | 距離               | 優勝馬   | 性齡 | 馬主               | 馬主               | 時間    |
| ------------------ | ------------------ | ------------------ | ------------------ | -------- | ---- | ------------------ | ------------------ | ------- |
| 第4屆美國橡樹大賽  | 第4屆美國橡樹大賽  | 第4屆美國橡樹大賽  | 第4屆美國橡樹大賽  | 西沙里奧 | 雌3  | 福永祐一           | 角居勝彥           | JRA栗東 |
| 7月3日             | 美國               | 荷李活園馬場       | 草10化朗           | 西沙里奧 | 雌3  | Carrot Farm Co Ltd | Carrot Farm Co Ltd | 1:59.03 |
| 第15屆香港一哩錦標 | 第15屆香港一哩錦標 | 第15屆香港一哩錦標 | 第15屆香港一哩錦標 | 三連冠   | 雄4  | 柏兆雷             | 角居勝彥           | JRA栗東 |
| 12月11日           | 香港               | 沙田馬場           | 草1600米           | 三連冠   | 雄4  | Carrot Farm Co Ltd | Carrot Farm Co Ltd | 1:34.8  |

### 騎師邀請賽
| 賽事名                 | 賽事名                 | 冠軍     | 所屬     |
| 月日                   | 馬場                   | 冠軍     | 所屬     |
| ---------------------- | ---------------------- | -------- | -------- |
| 第19回世界超級騎師大賽 | 第19回世界超級騎師大賽 | 岩田康誠 | 兵庫園田 |
| 12月3日及4日           | 阪神競馬場             | 岩田康誠 | 兵庫園田 |

## 馬匹獎項

### JRA賞
- 馬王：大震撼（雄3、栗東・池江泰郎馬房）
- 最佳2歲雄馬：李察靈駒（雄2、栗東・松田國英馬房）
- 最佳2歲雌馬：T M Precure（雌2、栗東・五十嵐忠南馬房）
- 最佳3歲雄馬：大震撼（雄3、栗東・池江泰郎馬房）
- 最佳3歲雌馬：西沙里奧（雌3、栗東・角居勝彥馬房）
- 最屆4歲及以上雄馬：真心呼喚（雄4、栗東・橋口弘次郎馬房）
- 最佳4歲及以上雌馬：東商變革（雌4、栗東・鶴留明雄馬房）
- 最佳短途馬：三連冠（雄4、栗東・角居勝彥馬房）
- 最佳泥地馬：雷神精靈（雄3、栗東・角居勝彥馬房）
- 最佳跳欄馬：T M Dragon（雄3、栗東・小島貞博）
- 最佳父內國產馬：西沙里奧（雌3、栗東・角居勝彥馬房）

### NAR大獎
- 馬王：三雄判令（雄4、船橋・川島正行馬房）
- 最佳2歲純種馬：Moere So Bloods（雄2・旭川・堂山芳則馬房）
- 最佳3歲純種馬：Sea Chariot（雄3、船橋・川島正行馬房）
- 最佳4歲及以上純種馬：三雄判令（雄4、船橋・川島正行馬房）
- 最佳雌馬：Pull the Trigger（雌6、船橋・山浦武馬房）
- 最佳短途馬：Yoshinoichibambosi（雄4、名古屋・錦見勇夫馬房）
- 最佳草地馬：Moere Genius（雄2・旭川・堂山芳則馬房）
- 最佳阿拉伯馬：Suigun（雄5、福山・千同武治馬房）
- 最佳輓馬：Super Pegasus（雄9、旭川・大友榮人馬房）
- 泥地分級賽最佳馬匹：雷神精靈（雄3、栗東・角居勝彥馬房）
- 特別表彰：時間悖論（雄7、栗東・松田博資馬房）

## 人物獎項

### JRA賞
- 冠軍練馬師：瀬戶口勉（栗東、54勝）
- 最高勝率練馬師：伊藤雄二（栗東、19.8%勝率）
- 最高獎金練馬師：角居勝彥（栗東、13億5104萬5400日圓獎金）
- 優秀技術練馬師：藤澤和雄（美浦）
- 冠軍騎師：武豐（栗東・自由身、212勝）
- 關東冠軍騎師：橫山典弘（美浦・自由身、134勝）
- 關西冠軍騎師：武豐（栗東・自由身、212勝）
- 最高勝率騎師：武豐（栗東・自由身、24.8%勝）
- 最高獎金騎師：武豐（栗東・自由身、50億4208萬5500日圓獎金）
- 騎師大賞：武豐（栗東・自由身）
- 冠軍跳欄賽騎師：橫山義行（美浦・自由身、13勝）
- 冠軍新人騎師：從缺

### NAR大獎
- 最佳練馬師：川島正行（船橋）
- 最佳騎師：内田博幸（大井・松浦備馬房）
- 優秀新人騎師：町田直希（川崎・秋山重美馬房）
- 優秀女騎師：宮下瞳（名古屋・竹口勝利馬房）
- 最佳運動精神獎：今野忠成（川崎・安池成美馬房）
- 特別賞：岩田康誠（園田・清水正人馬房）

## 退役馬

### 1月
- 鶴丸小子
- 陽光谷
- 露寶積
- Blandices

### 4月
- Mega Stardom
- Namura Thanks

### 5月
- 豐盈
- 菱鑽奇寶

### 6月
- Tosen Dance

### 8月
- Hagino High Grade

### 9月
- 礦之選

### 11月
- 金鎮之光
- Daitaku Bertram
- Cheers Message
- 尊師重道
- 多旺達

### 12月
- Born King
- 荒漠英雄

## 誕生

### 馬匹
本年誕生的馬匹為2008年經典世代
- 1月9日 - Domonarazu
- 1月19日 - 藍調情懷
- 1月22日 - Black Emblem
- 1月24日 - Little Amapola
- 1月30日 - 出類拔萃
- 1月31日 - Oro Meister、Civil War
- 2月6日 - Merci Mont Saint、War Tactics
- 2月11日 - Air Pascale
- 2月12日 - Kings Emblem、醒目快駒
- 2月13日 - 湘南黎明
- 2月14日 - F T Maia、Admire Commando
- 2月16日 - 榮進快蹄[1]、Fusaichi Assort
- 2月17日 - Subject
- 2月20日 - Ceres Hunt
- 2月21日 - 大和野豚
- 2月24日 - 功夫巨星[2]
- 2月27日 - Spring Song
- 2月28日 - Odile、Rule Prosper
- 3月1日 - Courir Passion
- 3月2日 - Satono Progress
- 3月3日 - 大鷹犬[3]
- 3月4日 - A Shin D S
- 3月7日 - 娛樂場
- 3月8日 - Transwarp
- 3月11日 - Dear Yamato
- 3月13日 - Danon Go Go
- 3月14日 - Red Agate
- 3月19日 - Kikuno Salire
- 3月24日 - Ubiquitous
- 3月28日 - Thanks Note
- 3月29日 - Bashi Ken
- 3月30日 - 名將巨鯨、Rainbow Pegasus
- 4月1日 - Daishin Orange
- 4月4日 - 醒目飛鷹[4]、Meine Ratsel、Marubutsu Easter
- 4月5日 - 北國隊長[5]
- 4月9日 - Take Mikazuchi
- 4月10日 - Apollo Dolce
- 4月12日 - Meisho Qualia
- 4月13日 - Heart of Queen
- 4月14日 - Brightia Pulse
- 4月16日 - A Shin G Line
- 4月21日 - Iide Kenshin
- 4月22日 - 希望之城[6]、奈村新月
- 4月23日 - Celebrita、Le Lupin Bleu
- 4月24日 - 天空深處[7]、小林神宮
- 4月26日 - Machikanenihombare
- 4月27日 - Meiner Charles
- 4月30日 - Let's Go Kirishima
- 5月5日 - Success Brocken
- 5月11日 - Reginetta
- 5月14日 - Diraqouee
- 5月16日 - 君主風範
- 5月17日 - 熱誠真摯[8]、Masano Minerva
- 5月25日 - Summer Wind
- 5月26日 - Serene
- 6月4日 - Dream Signal

### 人物
- 1月20日 - 石田拓郎（騎師）
- 3月19日 - 小林美駒（騎師）
- 5月20日 - 柴田裕一郎（騎師）
- 9月28日 - 高杉吏麒（騎師）
- 10月1日 - 所螢（騎師）
- 10月22日 - 石神深道（騎師）
- 11月12日 - 長濱鴻緒（騎師）

## 逝世

### 馬匹
- 3月17日 - Nihon Pillow Winner
- 4月4日 - Shadai Kagura
- 4月23日 - Adorable
- 6月10日 - 採珠
- 8月8日 - 愛麗花
- 8月27日 - 烈焰快駒
- 9月22日 - 目白山峰
- 10月13日 - OPEC Horse
- 11月7日 - 成田路
- 11月21日 - Suzuka Koban
- 12月1日 - Big Wolf

### 人物
- 1月13日 - 田所祐（冠名為「マヤノ」及「マックス」的馬主）
- 2月14日 - 福永二三雄（練馬師）
- 2月24日 - 土門一美（練馬師）
- 6月18日 - 大迫忍（冠名為「ゼンノ」及「ビコー」的馬主）
- 7月9日 - 西川清（冠名為「カフェ」的馬主）
- 10月15日 - 前田禎（前騎師、練馬師，騎師松岡正海、練馬師相澤郁的師父）
- 12月2日 - 鈴木冨士雄（練馬師）
- 12月21日 - 岡部盛雄（練馬師）